# L'Horloger de Saint-Paul
L'Horloger de Saint-Paul (bra O Relojoeiro) é um filme de drama francês de 1974, dirigido por Bertrand Tavernier e estrelado por Philippe Noiret.